# Império Real
O GRESC Império Real é uma escola de samba da cidade de São Paulo, localizada no bairro Parque Primavera, zona sul da cidade.

## História
A escola começa com o sonho de 7 meninos, participantes de outras agremiações do carnaval de São Paulo que após ensaios e eventos em suas escolas de samba, iam na casa do atual presidente Tarik Lopes, falar sobre carnaval. Um deles teve a ideia de fundar uma escola de samba que no início teria o nome  de Império da Sul. Após conversas houve uma votação que mudaria o nome para Império da Zona Sul, porém Tarik Lopes deu a ideia de colocar o nome Império Real, inspirado no time de futebol do Parque Primavera, o Real Primavera. 
O primeiro carnaval da Escola foi no ano de 2017 com o enredo É noite de Espetáculo. Já de cara no primeiro samba, ouve-se a simples e pequena frase "Avisa lá ". Essa frase representa uma espécie de slogan dos fundadores que dizem que algumas pessoas desacreditavam da ideia deles, falavam que era uma ideia de meninos, fogo de palha e que não daria certo. Com isso eles começaram a usar essa frase como resposta, ou seja, "Avisa lá " que os meninos estão chegando, ou "Avisa lá " que vai dar tudo certo. Em 2019 a Escola consegue se filiar ao quadro das escolas de samba de São Paulo, e em 2020 o primeiro resultado expressivo, que foi o Vice-Campeonato, conseguindo a vaga para o grupo de acesso 2 de bairros.
Em 2022, a escola foi campeã com 159,9 pontos com o enredo Os olhos do rei coroaram Francisco como eterno Obá de Palmares, e irá desfilar em 2023 no grupo de Acesso 1 de Bairros.

## Carnavais
| Ano  | Colocação | Grupo | Enredo | Carnavalesco | Ref.        |
| ---- | --- | --- | --- | --- | ----------- |
| 2019 | 2º Lugar | Vaga Aberta | Máquina dos Sonhos, Faça seu Pedido                                                                                    | | [ 2 ]       |
| 2020 | 2º Lugar | Acesso 3 de Bairros | Esse canto que devia ser um canto de alegria soa apenas como um soluçar de dor                                         | Comissão de Carnaval                                                                                                   | [ 3 ]       |
| 2021 | Inicialmente adiados para o mês de julho, os desfiles do Carnaval 2021 foram cancelados devido a pandemia de Covid-19. | Inicialmente adiados para o mês de julho, os desfiles do Carnaval 2021 foram cancelados devido a pandemia de Covid-19. | Inicialmente adiados para o mês de julho, os desfiles do Carnaval 2021 foram cancelados devido a pandemia de Covid-19. | Inicialmente adiados para o mês de julho, os desfiles do Carnaval 2021 foram cancelados devido a pandemia de Covid-19. | [ 4 ]       |
| 2022 | Campeã | Acesso 2 de Bairros | Os olhos do rei coroaram Francisco como eterno Obá de Palmares                                                         | Comissão de Carnaval                                                                                                   | [ 5 ] [ 6 ] |
| 2023 | 3º Lugar | Acesso 1 de Bairros | Mestre Besouro da Bahia                                                                                                | Cristiano Oliveira | [ 7 ]       |
| 2024 | 4º Lugar | Acesso 1 de Bairros | Oxumarê! Do Daomé ao Brasil, nosso Canto é Renovação e Resistência!                                                    | Ricardo Hessez | [ 8 ]       |
| 2025 | 7°Lugar | Acesso 1 de Bairros | Oní Sàà Wure Saudação ao Senhor do Tempo                                                                               | Neto Brazoloto e Jairo                                                                                                 |             |
| 2026 | | Acesso 1 de Bairros | Caçador de uma flecha só!                                                                                              | Lucas Carneiro e Neto Brazoloto                                                                                        |             |